# Navigobius
Navigobius is een monotypisch geslacht van straalvinnige vissen uit de familie van de torpedogrondels (Ptereleotridae).

## Soort
- Navigobius dewa Hoese & Motomura, 2009